# Liliana Campos
Liliana Campos (Jamba, Angola, 27 de Abril de 1971) é uma apresentadora de televisão portuguesa.

## Biografia
Nascida em Angola, chegou a Portugal com 3 anos, tendo ficado instalada temporariamente no Hotel Ritz com a família.
Licenciada em Relações Internacionais, desde 1993 que trabalha para a SIC.

## Carreira
Atualmente apresenta o programa Passadeira Vermelha, na SIC e na SIC Caras, e o programa semanal Etnias, na SIC. 

### Filmografia
- O Juiz Decide
- Mundo VIP
- Catarina.com
- Flash
- Corte i Costura
- Campeões Nacionais (Apresentadora com Marisa Cruz, João Baião e Sílvia Alberto)
- Êxtase
- Tcharan
- Animais de Quatro Patas
- Fama Show
- SIC ao Vivo
- Companhia das Manhãs (Substituiu durante uma semana Rita Ferro Rodrigues neste programa)
- Totoloto
- Etnias
- Alô Portugal (Apresentadora na ausência de José Figueiras)
- Portugal em Festa (Repórter)
- Passadeira Vermelha (Apresentadora)
- 2015 - XX Gala dos Globos de Ouro - Antevisão (Apresentadora)
- Vestida Para Brilhar (rubrica no programa Juntos à Tarde)
- 2021 - Estamos em Casa
- 2023 - XXVII Gala dos Globos de Ouro - Passadeira Vermelha (Apresentadora)
- 2024 - Até Sempre, Marco Paulo (Apresentadora)